# San Piero a Grado
San Piero a Grado è una frazione del comune italiano di Pisa, in Toscana.
Il borgo è situato nei pressi di Marina di Pisa, a circa 7 km dalla città.

## Storia
In epoca medioevale, prima dell'inesorabile avanzata della linea di costa, la località si trovava ai margini dello scalo portuale di Pisa. Il nome deriva dalla particolare morfologia del territorio in epoca medievale, caratterizzata da terrazzamenti naturali, o gradoni, generati dalle costanti esondazioni del fiume Arno che in quel luogo si diramava creando il grande bacino del porto fluviale e marittimo di Pisa. In epoca romana il nome del piccolo insediamento era infatti Gradus Arnensis.
Secondo la tradizione qui approdò san Pietro nell'anno 44 d.C., proprio nel luogo in cui oggi si erge una grande basilica.
Infatti, sulla strada carrozzabile Viale Gabriele D'Annunzio, che corre lungo l'Arno fino alla foce, prima di giungere a Marina di Pisa e facendo una breve deviazione, si trova la Basilica di San Pietro Apostolo, il principale edificio della località.

## Monumenti e luoghi d'interesse

### La basilica
La basilica di San Piero a Grado è in stile romanico pisano (si vedano le affinità con l'abside della piccola chiesa di Santa Cristina in Lungarno Gambacorti), costruita in tufo livornese e pietra di San Giuliano bianca e nera e presenta la singolarità di quattro absidi ed ha i muri esterni ritmati da lesene e coronati da archetti pisani con scodelle maiolicate (molte delle quali ora conservate al Museo nazionale di San Matteo). Il campanile della chiesa fu demolito il 22 luglio 1944 dalle truppe tedesche in ritirata durante la seconda guerra mondiale. Nel dopoguerra iniziò la ricostruzione, ma l'intervento cessò dopo pochi metri.
La basilica di San Piero a Grado è oggi riconosciuta "Monumento messaggero di Pace" dai Club UNESCO, come ricorda una targa posta su un cippo di granito collocato in prossimità del sacro edificio. Nel 2009 è iniziata la ricostruzione del campanile anche se non sarà una ricostruzione completa.  Ha la dignità di basilica minore.

### Altre strutture
Il piccolo centro cresciuto intorno alla basilica, consta anche di una scuola materna gestita da suore, alcuni palazzi e villette a schiera. In tempi recenti il paese è quasi raddoppiato come popolazione a causa di un rilevante intervento edilizio effettuato su un'ampia estensione di terreni agricoli ed abbandonati.
Poco lontano dalla basilica si trova il cimitero di San Piero a Grado, interessante soprattutto per la parte moderna del 1983-1986.
Vicino alla località, si trova l'uscita di Pisa Centro dell'autostrada A12 ed immerse nel verde delle pinete, la base americana di Camp Darby e la base militare del CISAM (Centro interforze studi e applicazioni militari), nato nel 1955 come Camen (Centro Applicazioni Militari per l’Energia Nucleare).
Fino al 1960 la località di San Piero a Grado era servita dalla linea ferroviaria Pisa–Tirrenia–Livorno.

## Infrastrutture e trasporti
San Piero a Grado è collegata con Pisa e Marina di Pisa mediante autocorse di linea gestite dalla società Autolinee Toscane.
Dal 1892 il medesimo servizio era operato mediante una tranvia a vapore che, costruita come prolungamento della linea Pisa-Pontedera/Calci, partendo da Pisa e scavalcando il bastione Stampace, il canale dei Navicelli e la ferrovia Genova-Pisa con un maestoso ponte ad arcate metalliche, raggiungeva il lungarno servendo San Giovanni al Gatano, San Piero a Grado, Bocca d'Arno e Marina di Pisa.
La tranvia Pisa-Marina di Pisa cessò il servizio nel 1932, in conseguenza dell'inaugurazione della ferrovia elettrica Pisa-Tirrenia-Livorno, a sua volta chiusa nel 1960, che proprio a San Piero a Grado possedeva una sua stazione.